# سفارت اندونزی در دارالسلام
سفارت اندونزی در دارالسلام (به لاتین: Embassy of Indonesia) یک منطقهٔ مسکونی و نمایندگی سیاسی این کشور در تانزانیا است که در دارالسلام (تانزانیا) واقع شده‌است.